# Frank Herrmann
Frank Joseph Herrmann (né le 30 mai 1984 à Rutherford, New Jersey, États-Unis), est un lanceur droitier de baseball qui a évolué de 2010 à 2012 pour les Indians de Cleveland  et en 2016 pour les Phillies de Philadelphie de la Ligue majeure de baseball.

## Carrière

### Carrière scolaire et universitaire
Après des études secondaires à la Montclair Kimberley Academy, de Montclair (New Jersey), où il pratique le baseball, le basket-ball et le football américain, Frank Herrmann suit des études supérieures à l'Université Harvard où il porte les couleurs des Crimson d'Harvard en football américain et en baseball.
Frank Herrmann réussit un 1-hitter contre Cornell et un 2-hitter contre Yale durant son année de junior. En trois saisons universitaires avec Harvard, il prend part à 24 matchs, dont 14 comme lanceur partant, pour 9 victoires et 6 défaites.
Il signe en faveur des Indians de Cleveland en août 2005 en tant qu'agent libre non drafté. Frank Herrmann obtient toutefois l'autorisation de terminer ses études universitaires avant de rejoindre les rangs professionnels. Frank Herrmann tient une sorte de journal de cette dernière année universitaire comme joueur professionnel dans les colonnes de la publication étudiante The Harvard Crimson. Parmi ces articles, on citera pour l'exemple  « Rookie Learns Spring Lessons » du 8 mars 2006.

### Ligues mineures
Frank Herrmann évolue en Ligues mineures au sein de l'organisation des Indians sous les couleurs des Captains de Lake County (A, 2006), des Indians de Kinston (A+, 2007-2008), des Aeros d'Akron (AA, 2008-2009), des Bisons de Buffalo (AAA, 2008), puis des Clippers de Columbus (AAA, 2009-2010).

### Indians de Cleveland
Frank Herrmann débute en Ligue majeure le 4 juin 2010 face aux White Sox de Chicago. Il devient le seizième diplômé d'Harvard à évoluer en Ligue majeure. Il lance 44 manches et deux tiers en 40 parties pour les Indians à sa saison recrue et présente une moyenne de points mérités de 4,03 avec une défaite comme seule décision.
Le 2 juillet 2011, Herrmann remporte sa première victoire en carrière dans un match contre les Reds de Cincinnati. En 40 parties jouées cette saison-là, il remporte 4 matchs contre aucune défaite mais affiche une moyenne de points mérités plutôt élevée de 5,11 en 56 manches et un tiers lancées.
Herrmann apparaît dans 95 matchs des Indians de 2010 à 2012, chaque fois comme lanceur de relève. Gagnant de 4 parties contre une défaite, il affiche une moyenne de points mérités de 4,26 en 120 manches et un tiers lancées, avec 72 retraits sur des prises et un sauvetage.

### Après 2012
En mars 2013, Herrmann subit une opération Tommy John au coude droit, ce qui lui fait rater toute la saison qui suit. Il revient au jeu en 2014 avec le club-école des Indians à Columbus. Il partage la saison 2015 dans les mineures entre les Bees de Salt Lake (affiliés aux Angels de Los Angeles) et les Indians d'Indianapolis (club affilié des Pirates de Pittsburgh).
Le 18 novembre 2015, il signe un contrat des ligues mineures avec les Phillies de Philadelphie.

## Statistiques
| Saison | Équipe    | G  | GS | CG | SHO | V | D | SV | IP   | SO | ERA  |
| ------ | --------- | -- | -- | -- | --- | - | - | -- | ---- | -- | ---- |
| 2010   | Cleveland | 40 | 0  | 0  | 0   | 0 | 1 | 1  | 44.2 | 24 | 4,03 |
| Totaux | Totaux    | 40 | 0  | 0  | 0   | 0 | 1 | 1  | 44.2 | 24 | 4,03 |

Note : G = Matches joués ; GS = Matches comme lanceur partant ; CG = Matches complets ; SHO = Blanchissages ; 
V = Victoires ; D = Défaites ; SV = Sauvetages ; IP = Manches lancées ; SO = Retraits sur des prises ; ERA = Moyenne de points mérités.